# カミノタサハラ
カミノタサハラ（英：Camino Tassajara）は、日本中央競馬会 (JRA) に登録されていた競走馬。おもな勝ち鞍は2013年の弥生賞。名前はカリフォルニアに存在する通りに由来する。

## 戦績

### 2012年
11月25日の東京の新馬戦芝2000mで2番人気に支持され2着馬に2馬身差をつけデビュー戦を飾った。次走のホープフルステークスでは大外から追い込んだが3着に敗れる。

### 2013年以降
年明け初戦の500万条件で勝利を収める。3月3日の弥生賞では、このレースに無傷の3連勝で出走してきたエピファネイアや重賞2勝馬のコディーノなどを相手に単勝6番人気の評価であったが、レースは中団に位置し3コーナーから追い上げ、直線外を通ってゴール前でミヤジタイガをクビ差交わして優勝。重賞初勝利を挙げた。皐月賞では4コーナーで外に膨れるロスもあり、4着に敗れた。4月17日、左前浅屈腱炎を発症したと発表された。その後長期間休養していたが復帰は叶わず、2015年5月15日付けで競走馬登録を抹消。引退後は当初ノーザンファーム空港牧場で乗馬として繋養されていたが、その後帯広畜産大学へ移動した。2022年現在は山梨県の山中湖乗馬クラブ馬車道で繋養されている。

## 競走成績
| 競走日     | 競馬場 | 競走名      | 格  | 距離（馬場）  | 頭 数 | 枠 番 | 馬 番 | オッズ （人気） | 着順 | タイム （上り3F） | 着差 | 騎手     | 斤量 | 1着馬（2着馬）         |
| ---------- | ------ | ----------- | --- | ------------- | ----- | ----- | ----- | --------------- | ---- | ----------------- | ---- | -------- | ---- | ---------------------- |
| 2012.11.25 | 東京   | 2歳新馬     |     | 芝2000m（良） | 11    | 8     | 10    | 03.8（2人）     | 1着  | 2:03.3（33.5）    | -0.3 | 蛯名正義 | 55kg | （ロンギングゴールド） |
| 0000.12.23 | 中山   | ホープフルS | OP  | 芝2000m（良） | 13    | 4     | 5     | 04.6（2人）     | 3着  | 2:01.8（35.1）    | 0.2  | 蛯名正義 | 55kg | サトノネプチューン     |
| 2013.01.27 | 東京   | 3歳500万下  |     | 芝1800m（良） | 11    | 7     | 9     | 02.6（1人）     | 1着  | 1:47.9（33.1）    | -0.1 | 蛯名正義 | 56kg | （テンシンランマン）   |
| 0000.03.03 | 中山   | 弥生賞      | GII | 芝2000m（良） | 12    | 6     | 8     | 19.8（6人）     | 1着  | 2:01.0（35.0）    | -0.0 | 内田博幸 | 56kg | （ミヤジタイガ）       |
| 0000.04.14 | 中山   | 皐月賞      | GI  | 芝2000m（良） | 18    | 7     | 15    | 07.0（4人）     | 4着  | 1:58.5（35.7）    | 0.5  | 蛯名正義 | 57kg | ロゴタイプ             |

## 血統表
| カミノタサハラの血統（ *印は海外産の日本輸入馬） | カミノタサハラの血統（ *印は海外産の日本輸入馬）                    | カミノタサハラの血統（ *印は海外産の日本輸入馬） | （血統表の出典）            | （血統表の出典） |
| 父系                                             | サンデーサイレンス系                                                | サンデーサイレンス系                             | サンデーサイレンス系        |                  |
| 父 ディープインパクト 2002 鹿毛 北海道早来町     | 父の父*サンデーサイレンス Sunday Silence 1986 青鹿毛 アメリカ       | Halo                                             | Hail to Reason              | Hail to Reason   |
| 父 ディープインパクト 2002 鹿毛 北海道早来町     | 父の父*サンデーサイレンス Sunday Silence 1986 青鹿毛 アメリカ       | Halo                                             | Cosmah                      |                  |
| 父 ディープインパクト 2002 鹿毛 北海道早来町     | 父の父*サンデーサイレンス Sunday Silence 1986 青鹿毛 アメリカ       | Wishing Well                                     | Understanding               | Understanding    |
| 父 ディープインパクト 2002 鹿毛 北海道早来町     | 父の父*サンデーサイレンス Sunday Silence 1986 青鹿毛 アメリカ       | Wishing Well                                     | Mountain Flower             |                  |
| 父 ディープインパクト 2002 鹿毛 北海道早来町     | 父の母*ウインドインハーヘア Wind in Her Hair 1991 鹿毛 アイルランド | Alzao                                            | Lyphard                     | Lyphard          |
| 父 ディープインパクト 2002 鹿毛 北海道早来町     | 父の母*ウインドインハーヘア Wind in Her Hair 1991 鹿毛 アイルランド | Alzao                                            | Lady Rebecca                |                  |
| 父 ディープインパクト 2002 鹿毛 北海道早来町     | 父の母*ウインドインハーヘア Wind in Her Hair 1991 鹿毛 アイルランド | Burghclere                                       | Burghclere                  | Burghclere       |
| 父 ディープインパクト 2002 鹿毛 北海道早来町     | 父の母*ウインドインハーヘア Wind in Her Hair 1991 鹿毛 アイルランド | Burghclere                                       | Highclere                   |                  |
| 母 クロウキャニオン 2002 栗毛 北海道門別町       | 母の父*フレンチデピュティ French Deputy 1992 栗毛 アメリカ          | Deputy Minister                                  | Vice Regent                 | Vice Regent      |
| 母 クロウキャニオン 2002 栗毛 北海道門別町       | 母の父*フレンチデピュティ French Deputy 1992 栗毛 アメリカ          | Deputy Minister                                  | Mint Copy                   |                  |
| 母 クロウキャニオン 2002 栗毛 北海道門別町       | 母の父*フレンチデピュティ French Deputy 1992 栗毛 アメリカ          | Mitterand                                        | Hold Your Peace             | Hold Your Peace  |
| 母 クロウキャニオン 2002 栗毛 北海道門別町       | 母の父*フレンチデピュティ French Deputy 1992 栗毛 アメリカ          | Mitterand                                        | Laredo Lass                 |                  |
| 母 クロウキャニオン 2002 栗毛 北海道門別町       | 母の母*クロカミ 1993 青鹿毛 アイルランド                            | Caerleon                                         | Nijinsky II                 | Nijinsky II      |
| 母 クロウキャニオン 2002 栗毛 北海道門別町       | 母の母*クロカミ 1993 青鹿毛 アイルランド                            | Caerleon                                         | Foreseer                    |                  |
| 母 クロウキャニオン 2002 栗毛 北海道門別町       | 母の母*クロカミ 1993 青鹿毛 アイルランド                            | *ミルド Milde                                    | Desert Wine                 | Desert Wine      |
| 母 クロウキャニオン 2002 栗毛 北海道門別町       | 母の母*クロカミ 1993 青鹿毛 アイルランド                            | *ミルド Milde                                    | Margie Belle F-No.4-n       |                  |
| 母系(F-No.)                                      | クロカミ系(FN:4-n)                                                  | クロカミ系(FN:4-n)                               | クロカミ系(FN:4-n)          | [ § 2 ]          |
| 5代内の近親交配                                  | Northern Dancer 5×5×5=9.38%                                         | Northern Dancer 5×5×5=9.38%                      | Northern Dancer 5×5×5=9.38% | [ § 3 ]          |
| 出典                                             | 1. 2. 3.                                                            | 1. 2. 3.                                         | 1. 2. 3.                    | 1. 2. 3.         |

- 母クロウキャニオンは1勝。兵庫ジュニアグランプリ3着。
- 全兄にレパードステークス優勝馬ボレアスと全弟に日経新春杯、鳴尾記念、京都記念優勝馬ヨーホーレイクがいる。
- 祖母に京王杯オータムハンデキャップ、府中牝馬ステークスを制したクロカミがいる。祖母の姉の仔に東海ステークスやブリーダーズゴールドカップ勝ちのハードクリスタルがいる。